# Dharanboodhoo
Dharanboodhoo är en ö i Norra Nilandheatollen i Maldiverna.  Den ligger i administrativa atollen Faafu, i den centrala delen av landet, 140 km sydväst om huvudstaden Malé.